# Gregor Weihs

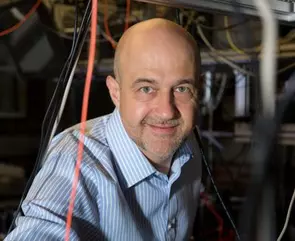
Gregor Weihs

Gregor Weihs (* 26. August 1971 in Innsbruck) ist ein österreichischer Quantenphysiker und Universitätsprofessor für Photonik am Institut für Experimentalphysik der Universität Innsbruck. Von 2016 bis 2021 war er außerdem Vizepräsident für Naturwissenschaften und Technik des Österreichischen Fonds zur Förderung der wissenschaftlichen Forschung (FWF). Am 12. Januar 2023 wurde er vom Universitätsrat zum Vizerektor für Forschung bestellt.

## Leben
Gregor Weihs wuchs als Sohn einer Hotelbesitzerin und eines Vermessers in Seefeld in Tirol auf. Auf Anregung seines Klassenlehrers im Gymnasium Adolf-Pichler-Platz in Innsbruck nahm Weihs im Jahr 1986 zum ersten Mal an der Österreichischen Physik-Olympiade teil, wo er 1988 den ersten Platz belegte. Damit sicherte er sich die Teilnahme an der Internationalen Physikolympiade (IPHO), wo er 1989 in Warschau für Österreich erstmals eine Silbermedaille errang.
Nach der Matura begann Weihs das Studium der Physik und Mathematik an der Universität Innsbruck. 1994 schloss er das Physikstudium mit seiner Diplomarbeit Quanteninterferometrie an Glasfaserstrahlteilern bei Anton Zeilinger ab und setzte seine Ausbildung mit dem Doktoratsstudium bei Zeilinger fort. Teilweise unterbrochen durch den Zivildienst beim Roten Kreuz in Seefeld und einen kurzen Forschungsaufenthalt am Los Alamos National Laboratory (bei Paul Kwiat) zur wechselwirkungsfreien Quantenmessung konnte er im Jahr 1998 die entscheidenden Daten für seine Dissertation Ein Test der Bell'schen Ungleichungen unter Einstein'scher Lokalität messen, welche er nach dem Umzug der Arbeitsgruppe Zeilingers nach Wien schrieb und einreichte. Die Veröffentlichung dieser Arbeit wurde neben anderen in der Begründung der Vergabe des Nobelpreises für Physik 2022 an Anton Zeilinger zitiert. Weihs wurde für seine Leistungen im Beisein von Bundespräsident Thomas Klestil am 13. März 2000 „sub auspiciis praesidentis“ promoviert.
Nach einer kurzen Zeit als Universitätsassistent bei Anton Zeilinger in Wien und einem Forschungsaufenthalt am JST ERATO Projekt Quantum Information and Computation in Tokyo ging Weihs im Herbst 2001 als Consulting Assistant Professor zu Yoshihisa Yamamoto an die Stanford University, wo er zusammen mit Hui Deng die Kondensation von Exziton-Polaritonen in Mikroresonatoren zum ersten Mal nachweisen konnte. Im Februar 2005 nahm Weihs das Angebot für eine Assistenzprofessur am Institute for Quantum Computing an der University of Waterloo in Kanada an, wo er sich unter anderem mit Quantenkryptographie beschäftigte und erhielt auch den Canada Research Chair in Quantum Photonics. 2008 folgte die Berufung an die Universität Innsbruck, wo er unter anderem von 2013 bis 2017 und seit 2021 das Institut für Experimentalphysik leitete.
2016 wurde Weihs zum Vizepräsidenten für Naturwissenschaften und Technik des Österreichischen Fonds zur Förderung der wissenschaftlichen Forschung (FWF) gewählt. Nach dem Ausscheiden von Klement Tockner übernahm er ab Jänner 2021 interimistisch die Leitung des Fonds, im Februar 2021 wurde Christof Gattringer zum FWF-Präsidenten ab April 2021 gewählt. Mitte 2021 folgte Georg Kaser Weihs als Vizepräsident des FWF nach.

## Wirken
Weihs forscht im Bereich der experimentellen Quantenphysik des Lichtes und der Halbleiter mit dem hauptsächlichen Ziel von Anwendungen in der Quanteninformationsverarbeitung und um die Grundlagen der Quantenmechanik zu hinterfragen. Zu seinen wichtigsten Arbeiten gehören ein Test der Bellschen Ungleichung mit unabhängigen Beobachtern, eine erste Demonstration von Quantenkryptographie mit verschränkten Photonen, die Beobachtung von Verschränkung des Bahndrehimpulses von Photonen, die Kondensation von Exziton-Polaritonen, der Ausschluss von hypothetischen Interferenzen höherer Ordnung, der Nachweis der Photonenpaarerzeugung in Bragg-Wellenleitern, die experimentelle Umsetzung von oblivious transfer, die Erzeugung von Photonenpaaren aus Halbleiter-Quantenpunkten, die Beobachtung echter Drei-Photonen-Interferenz, die Nutzung eines Quantenpunktmoleküls in einem Nanodraht als Dreiphotonenquelle, und die Formulierung eines Gesetzes für total destruktive Vielteilcheninterferenz.
Seit September 2020 ist Weihs beteiligt am fünfjährigen Forschungsprojekt Forschungsgruppe FG 5 „Multiphoton Experiments with Semiconductor Quantum Dots“ in einer Kooperation zwischen Universität Innsbruck, Universität Wien und Johannes Kepler Universität Linz. Von der Universität Innsbruck nimmt auch die theoretische Quantenphysikerin Barbara Kraus am Projekt teil.

## Auszeichnungen
- Würdigungspreis des Bundesministeriums für Wissenschaft und Verkehr (1999)
- Loschmidt-Preis der Chemisch-Physikalischen-Gesellschaft zu Wien (1999)
- Promotio sub auspiciis Praesidentis rei publicae (2000)
- Canada Research Chair in Quantum Photonics (2005)
- ERC Starting Grant (2010)
- Mitglied der Jungen Akademie, Österreichische Akademie der Wissenschaften (2011)
- Wilhelm-Exner-Medaille (2018)